# Arachniodes hiugana
Arachniodes hiugana là một loài dương xỉ trong họ Dryopteridaceae. Loài này được Sa. Kurata mô tả khoa học đầu tiên năm 1978.